# Meeting (Salonen)
Pour les articles homonymes, voir Meeting.
Meeting pour clarinette et clavecin est une œuvre d'Esa-Pekka Salonen composée en 1982.
Cette pièce de musique contemporaine appartient à un cycle de composition en forme de duo appelé Meetings avec des traits assez virtuoses : 
- Second Meeting (1992) pour hautbois et piano[1]

Il s'agit d'une œuvre de jeunesse de la période expérimentale dans laquelle le compositeur explore et exploite  les instruments à leur limite, avec une écriture exigeante qui évoque des visions fantastiques. 

« Avec l'œuvre Meeting d'Esa-Pekka Salonen, nous nous trouvons dans une rencontre hors du commun, dont les partenaires semblent surgir de siècles différents. En cela, il y a peut-être un côté anachronique, mais mis à part cet aspect la scène se déroule sous un éclairage bizarre et ironique. Il paraît que la pièce traite de problème de communication. Le ton humoristique de la musique est loin d'affaiblir le poids de la réflexion. Ainsi les instants provisoires d'émouvante unanimité sont-ils chargés de comique, car ils sont au même instant complètement accidentels et beaucoup trop évidents. »

— Jouni Kaipainen, The virtuoso clarinet (1989)

La pièce est publiée en 2002 chez Chester Music.

## Discographie sélective
- The Virtuoso Clarinet - Kari Kriikku avec  Avanti Chamber Orchestra (Performer), (label Finlandia FACD366, 1989) :
  - Magnus Lindberg (Ablauf ; Linea d'ombra)
  - Esa-Pekka Salonen (Meeting)
  - Olli Koskelin (Exalté)
  - Iannis Xenakis (Anaktoria)
  - Franco Donatoni (Clair)
  - Claudio Ambrosini (Capriccio, detto l'Ermafrodita)